# Noches áticas
Noches áticas  es una película de cortometraje de  Argentina en colores  dirigida por Sandra Gugliotta según su propio guion que se estrenó el 19 de mayo de 1995 y que tuvo como principales intérpretes a Lucy Tillette, Danilo Devizia, Fidel Nadal y Norberto Verea.
Junto con otros cortometrajes realizados por el grupo proveniente del Centro de Experimentación y Realización Cinematográfica (llamado Escuela Nacional de Experimentación y Realización Cinematográfica –ENERC- a partir del año 2011), de la Universidad de Buenos Aires y de la Escuela de Cine de Avellaneda, integraron el largometraje Historias breves que se estrenó el 19 de mayo de 1995 por haber sido los ganadores de un concurso realizado por el Instituto Nacional de Cine y Artes Audiovisuales en 1994.

## Sinopsis
Helga, una tarotista que trabaja en una línea erótica, recibe una valija con dólares marcados para sacarla del país a los fines de su lavado.

## Reparto
- Lucy Tillette como Helga.
- Pablo Barral como Pablo.
- Danilo Devizia como Danilo.
- Jorge Prado como Walter Faldutti.
- Daniel Dibiase como Portero.
- Fidel Nadal como Taxista.
- Norberto Verea como Locutor.[1]

## Comentarios
Sobre la película Historias breves de la que formó parte este cortometraje se escribió:
Alejandro Ricagno en El Amante del Cine escribió:

«Los rubros técnicos son, en su mayoría, impecables y están en función de la narración. Quiero decir: no son prolijitos para distraer o llevar huecos de estructura. Uno puede gustar más de alguno que de otro...pero se sale del cine...como quien ha visto un programa de cine compuesto por atractivas historias cortas con climas y búsquedas diversas.»

Claudio España en La Nación opinó:

«El trabajo de estos jóvenes no procura el artificio visual y su lenguaje fílmico se asienta en la imagen inmediata, sencilla y alejada de rebuscamientos.»

Rafael Granado en Clarín dijo:

«Muy buena...infrecuente calidad en todos los rubros...la creatividad en formato chico.»

Manrupe y Portela escriben:

«....de sorprendente calidad. Uno de los pocos estrenos innovadores (en lo estético y lo conceptual). Algunos (Ojos de fuego; Dónde y cómo..., Rey muerto se destacan, pero el nivel general es excelente. Mucho más que ejercicios formales»